# Dida (ama)

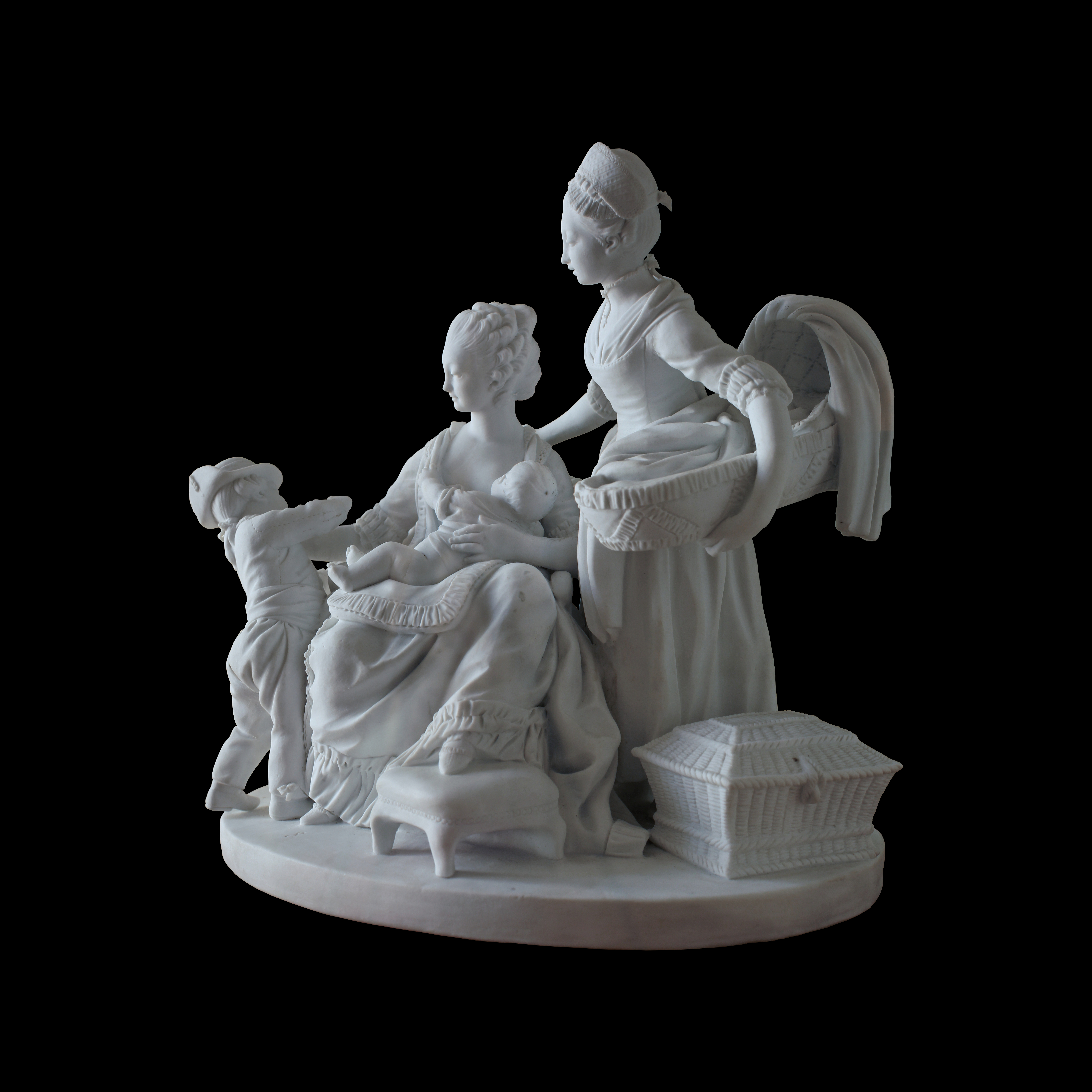
La dida Josse-François-Joseph Leriche de Luis Boizot de (1775)

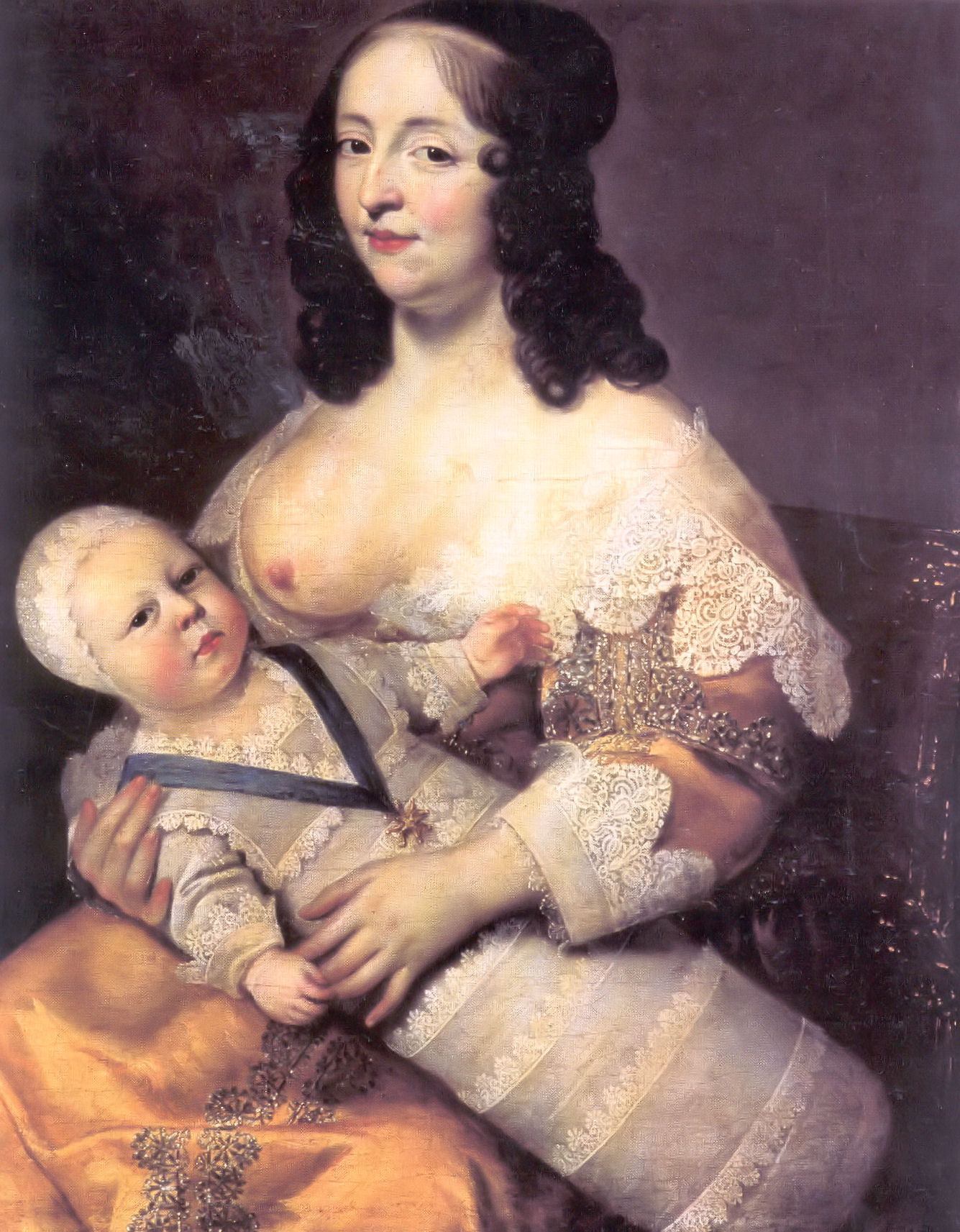
Lluís XIV i La Dama de Longuet Giraudière, Charles Beaubrun, (sobre 1640)

Una dida, teta, ama de llet o també simplement ama, és una dona que alleta un lactant que no és el seu fill.
El fet de recórrer a una dida podia estar motivat per raons físiques -com en el cas de producció insuficient de llet, en "parts múltiples" en què una dona sola no podia satisfer els requisits de lactància-, o bé socials. La professionalització de la lactància permetia a la mare dedicar-se a altres ocupacions -en el cas, per exemple, de les elits romanes-, abreujar el període entre embarassos-, ja que el sistema endocrí inhibeix normalment la concepció mentre la mare està alletant-, o simplement deslliurar-se d'una tasca percebuda com socialment inadequada per a les classes superiors.

## Història
L'ús de dides es remunta a la prehistòria, i va ser comú fins al segle xix per alimentar nens quan les mares no podien o no desitjaven fer-ho. En algunes societats, la tasca no estava restringida a les professionals, sinó que era part de la cura dels infants compartida entre totes les mares del grup. La professionalització de la criança, sociològicament parlant, va ser un dels mitjans que va permetre a les dones benestants alliberar-se del vincle constant a la "cura domèstica" que caracteritzava el paper femení en les societats patriarcals.
En triar, es donava prioritat a les mares a qui se'ls havien mort els fills, i en certs entorns pobres algunes mares havien arribat a renunciat als fills per assegurar-se la feina a una casa rica. No obstant això, les dides també eren les que tenien cura dels orfes en els orfenats, i de vegades els acabaven per adoptar, tal com reporta l'Arxiduc Lluís Salvador la dècada del 1870 a propòsit de la Casa General d'Expòsits de Mallorca.
Avui dia ha caigut en desús a la major part d'Occident. El desenvolupament de fórmules més completes per a la llet en pols, adaptada en molts casos al sistema digestiu del nen, ha portat a la gradual extinció de la institució de la dida als països desenvolupats.